# 小行星8458
小行星8458（8458 Georgekoenig）是一颗绕太阳运转的小行星，为主小行星带小行星。该小行星于1981年3月发现。

## 轨道参数
小行星8458的轨道半长轴为339 056 282 km（2.2664190 UA），离心率为0.142。